# Ailee
Đây là một tên người Triều Tiên, họ là Lee.
Amy Lee (tên tiếng Hàn: Lee Ye-jin, Hangul: 이예진, Hanja: 李藝眞, Hán-Việt: Lý Nghệ Trân, sinh ngày 30 tháng 5 năm 1989), được biết đến với nghệ danh Ailee (Hangul: 에일리), là một ca sĩ người Mỹ gốc Hàn trực thuộc The L1VE ở Hàn Quốc và Warner Music ở Nhật Bản.
Ailee lớn lên ở New Jersey, Mỹ và bắt đầu ca hát trên YouTube. Trước khi ra mắt tại Hàn, Ailee hoạt động với Muzo Entertainment tại Mỹ. Sau khi trở về Hàn Quốc vào năm 2010, cô ấy vượt qua kì thi tuyển và trở thành nghệ sĩ của YMC Entertainment. Sau khi xuất hiện trên chương trình Singer and Trainee, cô ấy bắt đầu diễn xuất trong bộ phim truyền hình của KBS, Dream High 2 trước khi ra mắt chính thức. Ailee đã cho ra mắt 6 mini-album và 2 album nhạc số. Năm 2019, Ailee gia nhập công ty Rocket3 Entertainment Lưu trữ ngày 27 tháng 12 năm 2019 tại Wayback Machine. Đây được xem như là một sự khởi đầu mới cho sự nghiệp ca sĩ của Ailee sau khi kết thúc hợp đồng độc quyền với công ty cũ là YMC Entertainment từ tháng 2/2019. Rocket3 Ent là công ty quản lý chỉ dành riêng cho một nghệ sĩ là Ailee. Ngày 22/7/2021, cô kí kết hợp đồng với công ty mới The L1VE do Ravi thành lập. Ngày 31/7/2022, cô rời The L1VE sau 1 năm hợp đồng, gia nhập POPMUSIC (A2Z Entertainment).
Năm 2012, "Tân binh khủng long" Ailee debut bùng nổ, cô liên tiếp nhận những giải thưởng danh giá như "Best New Artist Award" tại MelOn Music Awards, Golden Disk Awards, Gaon Chart K-Pop Awards và Seoul Music Awards. Ailee cũng đã nhận giải "Best Newcomer" và 4 giải "Best Female Vocal Performance" tại Mnet Asian Music Awards cho các bài hát 'U&I", "Singing Got Better", "Mind Your Own Business" và "If You".  Ailee nhận giải "Best Original Soundtrack" tại 7th Korea Drama Awards cho sự góp giọng trong You Are My Destiny's OST, "Goodbye My Love". Năm 2017, siêu hit "I Will Go To You Like The First Snow" (Goblin OST) bùng nổ, càn quét tất cả các BXH tại Hàn Quốc và đã giành tổng cộng 6 cúp danh giá liên tiếp trong năm 2017 ở hạng mục BEST OST. Ailee được công nhận là một trong những ca sĩ hát tốt nhất Hàn Quốc.

## Cuộc đời và sự nghiệp

### Thời thơ ấu và khởi nghiệp
Ailee sinh ra tại Denver, Colorado vào 30/05/1989, nhưng lớn lên tại New Jersey. Cô ấy học tại Palisades Park Junior/ Senior High School trước khi chuyển đến Leonia. Cô ấy tốt nghiệp Scotch Plains-Fanwood High School, và học ngành truyền thông tại Pace University trước khi theo đuổi sự nghiệp ca hát. Cô ấy hát trên một kênh của YouTube tên là "mzamyx3" sau này là "[에일리 OFFICIAL]aileemusic " bởi vì cô ấy muốn gây nhiều sự chú ý khi hát trực tuyến. Cô ấy chuyển đến Hàn Quốc vào năm 2010 sau khi tham dự buổi thi tuyển thông qua giới thiệu của chú cô. Cô ấy dự thi bài hát "Resignation" của Big Mama và được nhận vào công ty. Trước khi ra mắt tại Hàn, Ailee đã hoạt động dưới sự quản lý của công ty Muzo Entertainment tại New York và New Jersey, nơi cô đã hợp tác với nhiều nghệ sĩ như Johnnyphlo (người cũng đã ký hợp đồng tại Hàn) và Philadelphia - rapper Decipher. Trong suốt thời gian thực tập tại YMC Entertainment, cô ấy đã kết hợp với bài hát của Wheesung "They Are Coming" phát hành vào 9/10/2011. Ailee cũng góp giọng trong bài hát của Decipher "Catch me if you can", cùng với Jay Park. Ailee biểu diễn với Jay Park, Art of Movement, Johnnyphlo, Decipher, và Clara C trong "projectKorea III" tại Rutgers University vào năm 2010.
Vào 13/9/2011, Ailee cùng với Wheesung biểu diễn trong một tập đặc biệt đón Trung thu của chương trình Singer and Trainee trên kênh MBC Sân khấu của Ailee đã làm bất ngờ tất cả khán giả bởi sự chuyên nghiệp tuy cô chưa chính thức ra mắt. Qua màn trình diễn "Halo" của Beyoncé, ca sĩ BMK nhận xét, "Dù có ở đâu, cô ấy cũng có thể tỏa sáng nhờ và giọng hát tuyệt vời của mình". Sau khi được số điểm cao nhất, Ailee đã giành giải cao nhất.

### 2012: Ra mắt,Invitation
Vào 6.2, MV teaser cho "Heaven", bài hát ra mắt của Ailee được phát hành. "Heaven" được viết và sản xuất bởi Wheesung. Vào ngày 9.2, Ailee phát hành bài hát và MV, với sự góp mặt của Beast's Lee Ki Kwang.
Sau đó, cô ấy có một sân khấu ra mắt bài hát "Heaven"[./Ailee#cite_note-:2-17 [17]]" trên M.net M! Countdown, và SBS Inkigayo vào ngày 11/2. Chỉ sau 1 tháng sau khi ra mắt, cô ấy nhận được 2 giải thưởng của Cyworld Digital Music Awards —  "Bài hát của Tháng" và "Tân Binh của Tháng".

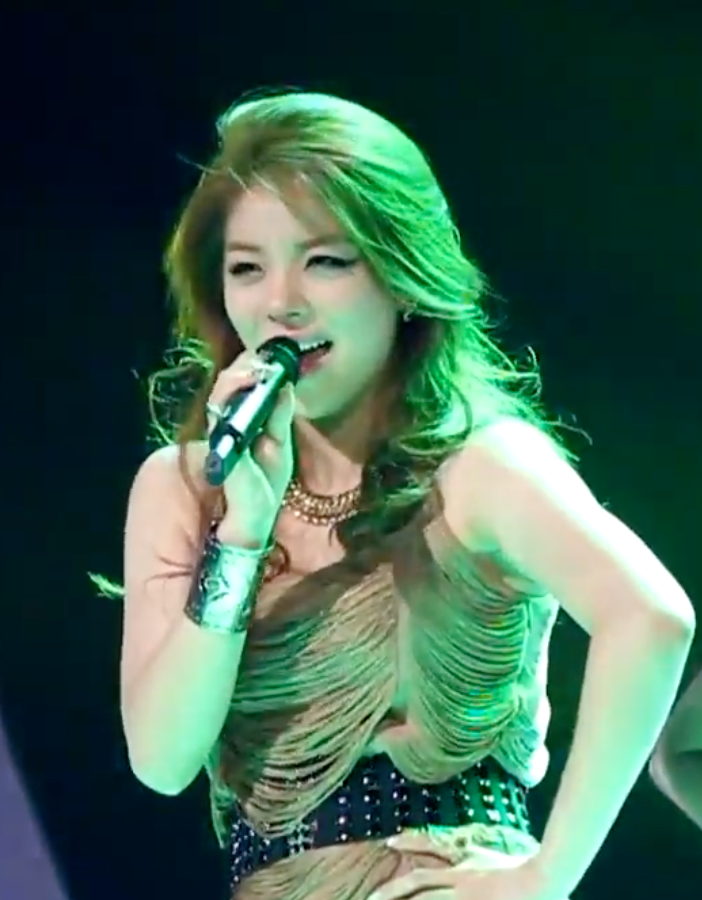
Ailee biểu diễn năm 2012

Vào 3/2012, Ailee lần đầu xuất hiện trên chương trình của KBS Immortal Songs 2 với màn trình diễn bài hát của Patti Kim “Light and Shadow” từ 1967. Vào 19/5, Ailee biểu diễn bài hát ra mắt của J.Y. Park “Don’t Leave Me“ và chiến thắng Davichi's Lee Haeri với 1 điểm, 419 so với 418, trở thành người chiến thắng. Vào tập ngày 30/6 của Immortal Songs 2, cô ấy biểu diễn bài "Fate" của Lee Seung Chul and một lần nữa chiến thắng với 402 lượt bình chọn. Vào tháng 8, Ailee tạm thời rời chương trình để tập trung hoạt động âm nhạc.
Cuối tháng 8, Ailee xuất hiện trong tập 3 của chương trình Jay Park TV  trong hậu trường concert của Jay Park tại Seoul. Ailee trở thành người dẫn chương trình ABU Radio Song Festival cùng Han Seok Joon được tổ chức vào 11/10/2012.
Vào 16/11, Ailee phát hành mini album ra mắt của mình, Invitation với ca khúc chủ đề “I Will Show You“ (보여줄게). Mini album gồm 6 bài hát  được sản xuất bởi Kim Do Hoon, Lee Hyun Seung, Park Guentae, Duble Sidekick, Wheesung, và hợp tác với các nghệ sĩ Verbal Jint, Swings và Simon D. Vào 18/10, Ailee có màn trở lại với "I Will Show You" trên M! Countdown. Vào 23/11, cô ấy nhận chiến cúp đầu tiên trên Music Bank vượt qua Gangnam Style của Psy.
Năm 2012, Ailee đã được trao giải Nghệ sĩ mới xuất sắc nhất tại Seoul Music Awards, Melon Music Awards, Mnet Asian Music Awards và Golden Disk Awards, cũng như giải Nữ nghệ sĩ solo mới tại Gaon Chart Music Awards. Cô ấy cũng đã nhận được Giải thưởng Mnet America Rising Star Awards.

### 2013–14:A's Doll HouseandMagazine

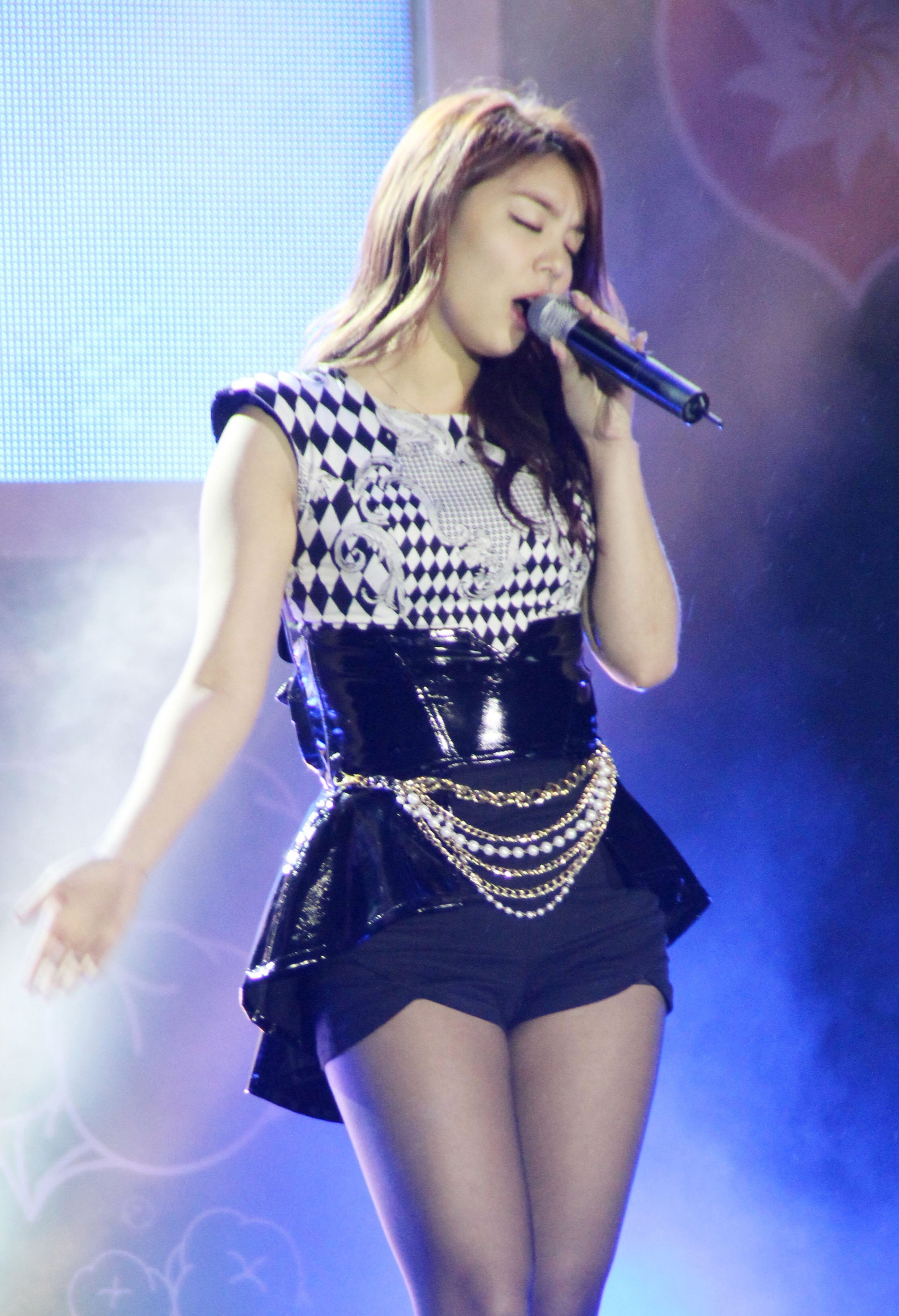
Ailee biểu diễn U&I

Vào 4/7/2013, Ailee cho biết sẽ cho ra mắt mini-album thứ hai của mình A's Doll House vào 12/7/2013. "U&I" đứng đầu tất cả các bảng xếp hạng chỉ sau 4 giờ phát hành và mang lại cho Ailee lần "All-Kill" đầu tiên.
Vào 4/8/2013, Ailee có màn ra mắt tại Nhật với "Heaven" dưới Warner Music Japan. MV được phát hành vào 21/10. Ailee bắt đầu quảng bá bài hát với một showcase tại Shibuya O-East, Tokyo cùng ngày phát hành MV. Đĩa đơn được phát hành vào 6/11, bao gồm bài hát "Starlight".
Ngày 12/7/2014, Ailee xác nhận sẽ làm giám khảo chương trình SuperstarK K6.
Vào 14/9/2013 Ailee xác nhận sẽ phát hành đĩa đơn trực tuyến "Higher" cùng với nghệ sĩ piano Yiruma. 2 ngày sau, "Higher" được ra mắt trực tuyến. Vào 16/12, Ailee xác nhận sẽ trở lại sau 6 tháng vào 1/2014.
MV teaser  phát hành vào 2/1. Cả full MV và full audio được tung ra vào 6/1. MV có sự góp mặt của MBLAQ's Lee Joon.
"Singing Got Better" đạt vị trí số 1 trên các bảng xếp hạng uy tín của Hàn Quốc: Mnet, Bugs, Olleh, Soribada, Naver Music, Daum Music, and Genie.
Vào 16/9/2014 Ailee xác nhận sẽ trở lại. Vào 21/9, teaser cho bài hát "Don't Touch Me" được tung ra. Bài hát được viết bởi Min Yun-jae, Jakops và Ailee. Full MV được phát hành vào 25/9/2014. Sau đó vài ngày album Magazine được phát hành, đứng thứ #2 trên Gaon Single Chart. Ailee chiến thắng chiếc cúp đầu tiên cho "Don't Touch Me" vào 5/9/2014 trên SBS Inkigayo.

### 2015: "Johnny", Solo Concert, vàVIVID
Vào 30/6, Ailee cho ra mắt "Johnny" sản phẩm đóng góp cho sự án kỉ niệm 10 năm của Brave Brothers.
Vào 4/7, Ailee tổ chức solo concert đầu tiên với chủ đề Fatal Attraction, được diễn ra tại Hội trường Olympic ở Seoul. Vé được phát hành vào ngày 27 tháng 5 năm 2015 thông qua nhà bán lẻ trực tuyến Interpark và phá kỷ lục về vé bán nhanh nhất trên trang web. Ailee đã nhiều lần được tham gia trên sân khấu bởi các nghệ sĩ khác nhau, những người đã giúp cô hát nhiều bản song ca và hợp tác. Cô ấy hát "Shut Up" với Showry, "Like Nobody Knows" và "Comma 07" với Cheetah, "Wash Away" và "Officially Missing You" với Geeks, "NimA" và "Shower of Tears"  với Baechigi và "Touch My Body" và "Let's Go Travel"  với Shin Bo-ra.

Vào 20/9, YMC Ent. xác nhận việc trở lại của Ailee và teaser của bài hát "Mind Your Own Business" (너나 잘해) được phát hành trên kênh 1theK's YouTube vào 22/9. Full album đầu tiên của Ailee, tựa đề VIVID, được ra mắt vào 30/9/2015. Cô ấy chiến thắng chiếc cúp đầu tiên cho đợt quảng bá trên Show Champion.
Vào 30/11, Ailee cho biết sẽ cho ra mắt đĩa đơn trực tuyến hợp tác cùng Seventeen có tiêu đề "Q&A" vào 4/12
Ngày 2 tháng 12, Ailee đã được trao giải Giọng ca nữ xuất sắc nhất năm thứ ba liên tiếp tại Giải thưởng Âm nhạc Châu Á Mnet 2015, cho "Mind Your Own Business".

### 2016:A New Empire
Vào ngày 13 tháng 7 năm 2016, Ailee được xác nhận sẽ tham gia làm giám khảo cho chương trình Superstar K 2016.
A New Empire là mini album thứ tư của ca sĩ Ailee phát hành vào ngày 5 tháng 10 năm 2016 bởi YMC Entertainment và được phân phối bởi LOEN Entertainment.
Vào ngày 23 tháng 8, bài hát nhạc số "If You" đã được phát hành trước, cùng với một MV.
Vào ngày 5 tháng 10, MV ca khúc chủ đề "Home" và album A New Empire được phát hành.
Vào ngày 2 tháng 12, Ailee chiến thắng cúp Best Vocal Female Performance tại MAMA 2016. Đây là chiếc cúp thứ 5 liên tiếp của Ailee tại lễ trao giải MAMA.

### 2017-18: Siêu hit "I will go to you like the first snow" (Goblin OST) và Solo Concert Tours
Tháng 1, Ailee phát hành "I Will Go To You Like The First Snow" phần 9 của bộ phim truyền hình cáp Hàn Quốc "Yêu Tinh" và ngay lập tức đứng đầu tất cả các BXH lớn tại Hàn, đạt được 60 giờ Perfect All-Kill của iChart. Chưa dừng lại tại đó, nhiều tháng kể từ ngày ra mắt, bài hát này luôn nằm trong top trang nhạc số lớn nhất Melon.
Theo bảng xếp hạng của Gaon công bố vào tháng 10/2017, "I Will Go To You Like The First Snow" đứng số 1 ở cả hạng mục Các bài hát có lượt tải về nhiều nhất với hơn 2 triệu lượt, lẫn hạng mục Các bài hát có lượt nghe nhiều nhất với kỉ lục hơn 149 triệu lượt. Đĩa đơn đứng đầu Bảng xếp hạng kỹ thuật số Gaon trong ba tuần liên tiếp.
Đĩa đơn đã mang về cho Ailee một giải thưởng lớn cho OST hay nhất tại Korea Cable TV Awards 2017. Nhạc phim cũng đã nhận được một số giải thưởng, bao gồm Nhạc phim hay nhất tại Seoul International Drama Awards, Mnet Asian Music Awards, Melon Music Awards, Seoul Music Awards và Golden Disc Awards.
"I Will Go To You Like the First Snow" trở thành bản OST đầu tiên giữ vị trí quán quân trên Melon trong hơn 600 giờ.
Ailee trước đó đã tổ chức hai buổi hòa nhạc Giáng sinh tại Seoul với tựa đề Welcome Home tại Cung điện Hòa bình Lớn của Đại học Kyunghee vào ngày 24–25 tháng 12 năm 2016. Các buổi hòa nhạc mang chủ đề "Home" của cô ấy, cũng là ca khúc chủ đề trong EP "A New Empire" của cô ấy. Do thành công của buổi hòa nhạc, Ailee đã thông báo rằng Ailee sẽ tổ chức chuyến lưu diễn toàn quốc đầu tiên của mình, mang tên "Welcome Home Tour", bắt đầu tại Daegu vào ngày 1 tháng 4 năm 2017. Cô ấy đã biểu diễn các bài hát từ đĩa hát của chính mình, cũng như các bài hát trong buổi biểu diễn của cô ấy trên Immortal Songs 2: sing the Legend, Duet Song Festival và Fantastic Duo.  Khách mời biểu diễn bao gồm Eric Nam, Tak, Amber, Lee Min-jeong and Park Soo-bin.
Vào ngày 5 tháng 5 năm 2017, Ailee đã thông báo rằng Ailee sẽ tổ chức buổi hòa nhạc cá nhân đầu tiên của mình tại Đài Loan mang tên Ailee – Hello Taipei 2017. Buổi hòa nhạc được tổ chức vào ngày 25 tháng 6 năm 2017 tại Tòa thị chính, Trung tâm Hội nghị Quốc tế Đài Bắc.
Vào ngày 21 tháng 6 năm 2017, Ailee đã tổ chức một buổi hòa nhạc hợp tác với Brian McKnight và Zion.T mang tên Superstage Concert. Buổi hòa nhạc được tổ chức tại Jamsil Arena, Seoul. Ailee đã biểu diễn các bài hát từ đĩa hát của riêng mình và cũng hát một bản song ca "Whenever You Call" với Brian McKnight.
Vào ngày 18 tháng 3 năm 2018, Ailee đã biểu diễn "I Will Show You" tại lễ bế mạc Thế vận hội Người khuyết tật Mùa đông 2018 tại Sân vận động Olympic Pyeongchang.
Vào ngày 14 tháng 9 năm 2018, Ailee được chọn là thành viên của phái đoàn văn hóa Hàn Quốc, cùng với các nghệ sĩ Hàn Quốc được lựa chọn khác, cho hội nghị thượng đỉnh liên Triều lần thứ ba tại Bình Nhưỡng, Triều Tiên, nơi cô biểu diễn OST "I Will Go To You Like The First Snow".
Vào ngày 24 tháng 10 năm 2018, Ailee thông báo chuyến lưu diễn toàn quốc thứ hai của mình, mang tên I Am: Ailee.

### 2019-2020: "butterFLY", Album tiếng anh đầu tiên, thành lập công ty mới "Rocket3ENT", Phát hành mini album " I'm ".
Vào 2/7, Ailee ra mắt full album thứ 2 mang tên "butterFLY" gồm 10 bài hát. Bài hát chủ đề là ca khúc Urban Hip-hop "Room Shaker". Cô hợp tác với CHEN (EXO) trong ca khúc "Love".
Vào ngày 10 tháng 9 năm 2019, Ailee thông báo trên Instagram rằng cô ấy đã thành lập một công ty mới có tên, "Rocket3 Entertainment"  sau khi kết thúc hợp đồng với YMC Entertainment.
Ailee chia sẻ trên IG: "Giống như ý nghĩa của Rocket3, tôi sẽ cố gắng hết sức và nỗ lực hết mình để vươn lên như một tên lửa trên toàn cầu. Tôi sẽ khiến tất cả các bạn tự hào thông qua nghệ thuật. Mong các bạn sẽ luôn ủng hộ những bước tiếp theo trong chương mới của cuộc đời tôi. Hãy luôn theo dõi các hoạt động của Rocket3 trong tương lai nhé!"
Ngày 13 tháng 12 năm 2019, Ailee phát hành đĩa đơn tiếng Anh đầu tiên dưới nhãn hiệu Sun and Sky Records của Mỹ. Đĩa đơn, mang tên "Sweater", được Billboard ca ngợi là "một bản ballad đau lòng nhưng vẫn êm dịu"
Ngày 25/9/2020 Ailee thông báo rằng sẽ phát hành mini album thứ năm mang tên "I'm", vào ngày 6 tháng 10 năm 2020, với đĩa đơn chủ đạo "When We Were In Love (우리 사랑한 동안)" và video do Will Kim làm đạo diễn được phát hành vào ngày 12/10/2020.
28/9/2020 Cô thông báo sẽ phát hành bản Cover "Tango" | Original Song by ABIR trước thềm comeback.
8/11/2020, Ailee đã phát hành bài hát "Blue Bird" cho phim Start Up".
11/11/2020 bản Cover "Dynamite"┃Original Song by BTS(방탄소년단) đã được phát hành ở kênh Youtube của cô.
Dưới phần mô tả bản cover, Ailee chia sẻ thêm: "Tôi thực sự muốn hát cho giống từng phần của các thành viên BTS một cách hoàn hảo nhưng tôi biết có rất nhiều người chờ đợi bản cover này và biên tập viên của tôi đã gặp khó khăn trong việc chỉnh sửa mọi thứ kịp thời nên tôi đã tải lên video cover nhanh nhất có thể!
Mong các bạn xem và lắng nghe!!!
Xin lỗi vì trong video tôi hát nhép quá tệ.."
Ngày 22/11/2020, Ailee thông báo rằng cô sẽ hợp tác với Troy Laureta trong dự án toàn cầu với Album mang tên "KAIBIGAN". Ailee sẽ hát “Kahit Isang Saglit” một bản tình ca OPM cổ điển của Martin Nievera. Nói về ước muốn rằng bạn có thể có thêm một khoảnh khắc với một người thân yêu không còn trong cuộc sống của bạn.
Ailee sẽ xuất hiện trong bộ phim tài liệu sắp tới "Silent Night: A Song For The World" với sự tham gia của các nghệ sĩ trên khắp thế giới, Ailee sẽ chia sẻ một màn trình diễn tiếng Hàn của "Silent Night: "Silent Night" ". Một bài hát cho thế giới sẽ được phát hành vào ngày 30 tháng 11 năm 2020.
12/12/2020 cô tiếp tục chuỗi Cover hàng tháng với ca khúc "Honesty"┃Original Song by Pink Sweat$.
Ailee đã tung bản cover "Christmas Carol Medley" gồm 5 bài hát: My Only Wish, Santa Tell Me, All I Want For Christmas Is You, Jingle Bell Rock, Santa Claus Is Comin' To Town vào ngày 24/12/2020.

### 2021: Tiếp tục phát hành các bản Cover, Phát hành " Lovin' ".
Ailee tiếp tục chia sẻ bản Cover "Ex" | Original Song by Kiana Ledé vào ngày 19/01/2021
Ailee tham gia chương trình Hangout with Yoo và song ca cùng Kim Bum Soo trong ca khúc R&B "Man and Woman", trình diễn riêng thêm ca khúc  "I Will Go To You Like The First Snow".
Ailee sẽ biểu diễn tại show Romantic Call Centre đài TV Chosun vào ngày 29/1 biễu diễn bao gồm: "I Will Show You", "Beauty And The Beast" cùng Lim Young-woong, "Saturday Night", "I Will Survive".
Ailee song ca cùng YouTuber Ddeuddeu với "Madeleine Love"┃Original Song by CHEEZE.
5/2/2020, Ailee sẽ đóng vai giáo viên dạy tiếng Anh trung học và hát OST cho bộ phim "A Way Station".
Nutriful thông báo rằng Ailee trở thành đại diện cho sản phẩm giảm cân "ZANTHISIA".
Ailee sẽ phát hành OST part 3 cho bộ phim "Sisyphus: the myth" vào 10/03/2020. Bộ phim đặc biệt kỷ niệm 10 năm của JTBC "Sisyphus: the myth" - OST Part 3 “My Last Love” do Ailee thể hiện sẽ được phát hành vào ngày 10 tháng 3. "My Last Love" là một ca khúc R&B theo phong cách sôi động với nhạc rock trên nền pop ballad.
Ailee xác nhận hát ca khúc chủ đề cho PGIS (PUBG Global Invitational S) mang tên "Believe" sẽ phát hành toàn cầu vào ngày 23/03/2021. Đồng thời sẽ có một sân khấu đặc biệt quảng bá bài hát vài ngày 28/03/2021.
27/03/2021 Ailee phát hành bản Cover cùng Youtuber Kim Blue "Breathe" ㅣOriginal Song by Lee Hi.
Vào ngày 16/04/2021, công ty quản lý của cô - Rocket3 Entertainment thông báo rằng cô sẽ phát hành mini album "Lovin'" trong chuỗi 3 album của cô trước khi cô trở lại chính thức với album cuối cùng trong chuỗi 3 album.
07/05/2021, Ailee chính thức trở lại và xuất hiện như một món quà gửi đến người hâm mộ trong gió xuân sau 7 tháng. Trong album trước [I'm], câu chuyện của Ailee còn non nớt và không hoàn hảo vì nó không có bất kỳ màu sắc nào. Nó là câu chuyện thứ 2 của Ailee. Album [LOVIN '] là album phát hành trước của album thông thường, với mong muốn nhiều người đã chán Corona vui vẻ một chút nên đã sản xuất một album dưới dạng sách tô màu như một món quà. Ailee, được nhiều người nhìn thấy và tò mò không biết nó sẽ được sơn màu gì, nhưng thay vì quyết định chọn màu sơn cho tôi, tôi quyết tâm tiếp tục tìm ra màu sắc của riêng mình, để bạn có thể thoát khỏi khuôn khổ của thế giới và có của riêng bạn. Nó chứa đựng sự hỗ trợ cho hy vọng tìm thấy màu sắc. "Make Up Your Mind" là bài hát kể về câu chuyện của chính những người trưởng thành và táo bạo. Hai người yêu nhau ngay từ cái nhìn đầu tiên, và đó là câu chuyện của một người đàn ông và một người phụ nữ nhanh chóng xích lại gần nhau và thời gian tỏ tình của họ không có màu sắc. Người phụ nữ nói với người đàn ông, "Hãy chọn theo ý mình", nhưng anh ta đã biết kết cục cho những hành động ngọt ngào của mình. Cả hai đang tận hưởng khoảnh khắc hồi hộp giống như một cặp tình nhân hơn là một người tình mới mẻ và rung động.
Vào ngày 22 tháng 7, Ailee thông báo rằng cô sẽ gia nhập công ty quản lý mới do Ravi thành lập, "The L1ve" với tư cách là nghệ sĩ chính thức đầu tiên.

## Giọng hát
- Loại giọng: Light Lyric Soprano (Nữ cao trữ tình mảnh sáng)
- Quãng giọng: D3 ~ A5 ~ G#6 ~ Eb7 (4 quãng tám và 1 bán âm)
- Supported range (quãng hát hỗ trợ): G3/G#3 ~ D5 - Bb5/B5 (prime)

## Danh sách đĩa nhạc
- Invitation (2012)
- A's Doll House (2013)
- Magazine (2014)
- Vivid (2015)
- A New Empire (2016)
- ButterFLY (2019)
- I'm (2020)
- LOVIN' (2021)
- AMY (2021)
- I'M LOVIN" AMY (2022)

## Danh sách phim

### Phim truyền hình
| Năm  | Tên                 | Vai   |
| ---- | ------------------- | ----- |
| 2012 | Dream High Season 2 | Ailee |
| 2021 | A Way Station 2021  | Amy   |

### Chương trình tạp kỹ
| Năm         | Chương trình                        | Kênh         | Vai Trò            |                                                                          |
| ----------- | ----------------------------------- | ------------ | ------------------ | ------------------------------------------------------------------------ |
| 2011 - 2016 | Immortal Songs 2                    | KBS2         | Thành viên cố định |                                                                          |
| 2013        | Escape Crisis No.1                  | KBS          | Khách mời          |                                                                          |
| 2013        | Weekly Idol                         | MBC Every1   | Khách mời          | Tập 76                                                                   |
| 2013 - 2014 | Great Marriage                      | JTBC         | Thành viên cố định |                                                                          |
| 2014        | Laws of the City                    | SBS          | Thành viên cố định |                                                                          |
| 2014        | MBC Music Ailee's Vitamin           | MBC          | Thành viên cố định |                                                                          |
| 2014, 2020  | Running Man                         | SBS          | Khách mời          | Tập 211 - 212, 522                                                       |
| 2014        | Tray Song Relay                     | KBS2         | Khách mời          |                                                                          |
| 2014        | One Fine Day                        | MBC          | Thành viên cố định | Cùng với Amber                                                           |
| 2015 - 2020 | You Hee-yeol's Sketchbook           | KBS2         | Khách mời          | Tập 134, 152, 166, 176, 196, 219, 245, 264, 287, 292, 337, 355, 424, 484 |
| 2015        | Seventeen project                   | MBC Music    | Khách mời          | Tập 4                                                                    |
| 2016        | Superstar K 2016 (K8)               | MBC          | Giám khảo          |                                                                          |
| 2016 - 2017 | Fantastic Duo                       | SBS          | Khách mời          | Tập 5 - 6, 7 - 8, 33                                                     |
| 2017        | One Night Food Trip: Food Race      | O'live & tvN | Thành viên         | Tập 6–10                                                                 |
| 2018        | Hyena on the Keyboard               | KBS2         | Nhạc sĩ, Ca sĩ     | Kết hợp Jeong Dong-hwan (Tập 1-2)                                        |
| 2018        | The Call                            | Mnet         | Nhạc sĩ, Ca sĩ     |                                                                          |
| 2019        | Vocal Play                          | Channel A    | Giám khảo          |                                                                          |
| 2020        | Good Girl                           | Mnet         | Thí sinh           |                                                                          |
| 2020        | G-Star 2020 - Krafton               | KakaoTV      | Khách mời          |                                                                          |
| 2021        | Hangout with Yoo (How Do You Play?) | MBC          | Khách mời          | tập 75                                                                   |
| 2021        | Romantic Call Centre                | TV Chosun    | Khách mời          | Tập 40                                                                   |

## Tour lưu diễn và buổi hòa nhạc

### Welcome Home Tour
Welcome Home Tour là chuyến lưu diễn toàn quốc đầu tiên của Ailee, để quảng bá album thứ tư A New Empire của cô. Chuyến lưu diễn đã đến thăm sáu thành phố trong năm 2016 và 2017.
Danh Sách
1. "U&I"
2. "Worth it"
3. "Mind Your Own Business"
4. "Home"
5. "Heaven" with Lee Min Jung
6. "Now" with Park Su Bin
7. "Evening Sky"
8. "Singing Got Better"
9. "If You"
10. "Everyone"
11. "Letting Go" cùng Amber Liu
12. "Shake that Brass" cùng Amber Liu
13. "Live or Die" cùng Tak
14. "Wrong Encounter", "Bruise" và "Run to You" Mix
15. "No No No"
16. "Don't Touch Me"
17. "I Will Show You"

Encore
1. "All I Want for Christmas is You", "Must Have Love", "White Love" và "Jingle Bells". (Christmas Song Medley)

1. "U&I"
2. "Worth it"
3. "Mind Your Own Business"
4. "Home"
5. "Heaven"
6. "Now"
7. "Evening Sky"
8. "Singing Got Better"
9. "If You"
10. "Everyone"
11. "I Need You"
12. "Cherry Blossom Ending"
13. "What the Spring"
14. "Feelin" cùng Eric Nam
15. "Wrong Meeting", "Bruise", "Run to You". (Dance Song Medley)
16. "No No No"
17. "Reminiscing"
18. "I Will Go to You Like the First Snow"

Encore
1. "Don't Touch Me"
2. "I Will Show You"

Ngày lưu diễn
| Ngày diễn ra      | Thành phố | Quốc gia | Nơi diễn ra                                         | Vé bán được |
| ----------------- | --------- | -------- | --------------------------------------------------- | ----------- |
| 24 Tháng 12, 2016 | Seoul     | Hàn Quốc | Đại học Kyunghee, Cung điện Hòa bình                | 20,000      |
| 25 Tháng 12, 2016 | Seoul     | Hàn Quốc | Đại học Kyunghee, Cung điện Hòa bình                | 20,000      |
| 1 Tháng 4, 2017   | Daegu     | Hàn Quốc | Đại học quốc gia Kyungpook, Grand Hall              | 20,000      |
| 8 Tháng 4, 2017   | Suwon     | Hàn Quốc | Trung tâm nghệ thuật Gyeonggi, Nhà hát lớn          | 20,000      |
| 15 Tháng 4, 2017  | Daejeon   | Hàn Quốc | Đại học Quốc gia Chungnam, Chungnam Hall            | 20,000      |
| 22 Tháng 4, 2017  | Busan     | Hàn Quốc | Hội trường KBS                                      | 20,000      |
| 3 Tháng 5, 2017   | Gwangju   | Hàn Quốc | Trung tâm Văn hóa & Nghệ thuật Gwangju, Nhà hát Lớn | 20,000      |

### I AM: Ailee Tour
I AM: Ailee Tour là chuyến lưu diễn toàn quốc thứ hai của Ailee. Chuyến du lịch đã đến thăm bốn thành phố ở Hàn Quốc, bắt đầu từ ngày 8 tháng 12 năm 2018.
Ngày lưu diễn
| Ngày diễn ra      | Thành phố | Quốc gia | Nơi diễn ra                                        |
| ----------------- | --------- | -------- | -------------------------------------------------- |
| 8 Tháng 12, 2018  | Seoul     | Hàn Quốc | Hội trường Olympic, Công viên Olympic Seoul        |
| 9 Tháng 12, 2018  | Seoul     | Hàn Quốc | Hội trường Olympic, Công viên Olympic Seoul        |
| 21 Tháng 12, 2018 | Busan     | Hàn Quốc | Thính phòng, Trung tâm Hội nghị và Triển lãm Busan |
| 24 Tháng 12, 2018 | Daejeon   | Hàn Quốc | Phòng triển lãm, Trung tâm hội nghị Daejeon        |
| 31 Tháng 12, 2018 | Daegu     | Hàn Quốc | Hội trường, Trung tâm Hội nghị & Triển lãm Daegu   |

### I AM: Re-born Tour
I AM: Re-born Tour là chuyến lưu diễn toàn quốc thứ ba của Ailee. Chặng đầu tiên của chuyến du lịch đã đến thăm bảy thành phố ở Hàn Quốc, bắt đầu vào ngày 7 tháng 12 năm 2019.
Ngày lưu diễn
| Ngày diễn ra      | Thành phố | Country  | Nơi diễn ra                                   |
| ----------------- | --------- | -------- | --------------------------------------------- |
| 7 Tháng 12, 2019  | Incheon   | Hàn Quốc | Trung tâm Văn hóa & Nghệ thuật Incheon        |
| 14 Tháng 12, 2019 | Gwangju   | Hàn Quốc | Trung tâm hội nghị Kim Dae Jung               |
| 24 Tháng 12, 2019 | Suwon     | Hàn Quốc | Nhà hát lớn của Trung tâm nghệ thuật Gyeonggi |
| 25 Tháng 12, 2019 | Daegu     | Hàn Quốc | Hội trường EXCO 5F                            |
| 28 Tháng 12, 2019 | Seongnam  | Hàn Quốc | Trung tâm nghệ thuật Seongnam                 |
| 31 Tháng 12, 2019 | Daejeon   | Hàn Quốc | Trung tâm hội nghị Daejeon                    |
| 5 Tháng 12,2020   | Busan     | Hàn Quốc | Hội trường KBS                                |

Show Tok 2021
| Ngày diễn ra     | Country | Nơi diễn ra                                            |
| ---------------- | ------- | ------------------------------------------------------ |
| 1 Tháng 5, 2021  |         | Gunpo Culture and Arts Center Suri Hall                |
| 8 Tháng 5, 2021  |         | Anseong Anseong Mateum Art Hall Grand Performance Hall |
| 5 Tháng 6, 2021  |         | Goyang Aram Nuri Aram Theater                          |
| 19 Tháng 6, 2021 |         | Busan Cultural Center Grand Theater                    |
| 26 Tháng 6, 2021 |         | Namhansanseong Art Hall Grand Theater                  |
| 3 Tháng 7, 2021  |         | Iksan Arts Center Grand Theater                        |
| 2 Tháng 10, 2021 |         | Seongnam Art Center Opera House                        |
| 6 Tháng 11, 2021 |         | Daegu Exco Auditorium                                  |

### Solo concerts
| Ngày diễn ra         | Chủ đề                    | Quốc gia | Nơi diễn ra                                                | Vé bán được |
| -------------------- | ------------------------- | -------- | ---------------------------------------------------------- | ----------- |
| 4 Tháng 7, 2015      | Fatal Attraction          | Hàn Quốc | Sân vận động Thể dục, Công viên Olympic Seoul              | 3,000       |
| 14 Tháng 11, 2015    | Ailee Concert             | Mỹ       | The Show, Agua Caliente Casino Resort Spa                  | —           |
| 25 Tháng 5, 2017     | Ailee - Hello Taipei 2017 | Đài Loan | Tòa thị chính, Trung tâm Hội nghị Quốc tế Đài Bắc          | 3,122       |
| 18–19 Tháng 11, 2017 | Ailee Concert             | Mỹ       | Nhà hát Pechanga, Khu nghỉ dưỡng và Sòng bạc Pechanga      | 2,400       |
| 23–24 Tháng 12, 2017 | HER                       | Hàn Quốc | Sejong University Hall, Sejong University                  | —           |
| 22 Tháng 5, 2019     | Ailee in California 2019  | Mỹ       | Trung tâm sự kiện đặc biệt, Khu nghỉ dưỡng Fantasy Springs | —           |

### Các chuyến lưu diễn và buổi hòa nhạc hợp tác
- 2014: Winter Concert cùng Eric Benet
- 2014: Someday Concert cùng Wheesung
- 2015: Unite the Mic Tour cùng Jay Park and San E[85]
- 2015: Back to School Concert cùng Wheesung
- 2016: Come Here! Concert cùng Yoon Min-soo
- 2017: Superstage Concert cùng Brian McKnight and Zion.T
- 2018: Best of Best Concert in Taipei cùng Taeyeon and Taemin
- 2018: Concert cùng Dynamic Duo